# Grote poppenrover
De grote poppenrover (Calosoma sycophanta) is een kever uit de familie van de loopkevers (Carabidae). De kever heeft een groene kleur en kan een lengte van bijna drie centimeter bereiken. Het is een van de grotere Europese keversoorten en de bekendste soort uit het geslacht van de poppenrovers (Calosoma).
De grote poppenrover is een bewoner van dichtbegroeide bossen tot meer open landschappen als agrarische gebieden en komt voor in delen van Europa en Azië. De grote poppenrover is zeer sterk bedreigd in België en is in Nederland sinds enkele decennia uitgestorven. De soort is uitgezet in onder andere de Verenigde Staten en Canada in het kader van de biologische bestrijding van plaagvormende insecten, vooral rupsen.

## Naamgeving en taxonomie
De wetenschappelijke naam van de soort werd in 1758 als Carabus sycophantha gepubliceerd door Carl Linnaeus in de tiende editie van Systema naturae. De soort werd door Friedrich Weber in 1801 in het geslacht Calosoma geplaatst. De soortaanduiding sycophanta is een uit het Grieks overgenomen Latijns zelfstandig naamwoord dat "vleier" of "bedrieger" betekent. De Nederlandse naam grote poppenrover slaat op de grotere lichaamslengte in verhouding tot de andere soorten uit het geslacht, en op de voedselvoorkeur. In de Nederlandse taal bestaan veel alternatieve namen voor de kever, zoals grote poppendoder, grote rupsendoder, muskustor, poppenrover en rupsenjager.
Er worden geen ondersoorten onderscheiden.

## Verspreiding
De grote poppenrover komt oorspronkelijk voor in Europa en Azië. In westelijk Europa, waaronder België en Nederland, is de kever zeldzaam maar in het zuiden en oosten is de soort algemener. In Nederland werd de kever vroeger wel gevonden in bossen en bij bosranden, vooral op de Veluwe maar sinds de jaren 50 is de soort hier niet meer gezien. Ook in het Zuid-Limburgse Heuvelland kwam de grote poppenrover voor maar is hier uitgestorven. Ook in België is de kever zo goed als uitgestorven. Uit een inventarisatie in 2008 bleek dat de kever alleen voorkwam op een enkele locatie in Belgisch Limburg. Het uitsterven zou veroorzaakt zijn door het gebruik van het landbouwgif DDT.
Vanwege de voorkeur voor harige rupsen is de kever in het kader van biologische bestrijding ingevoerd in de Verenigde Staten. Het hoofddoel van de introductie was het verdelgen van de plakker (Lymantria dispar). De kever komt inmiddels voor in de staten Delaware, Maine, Maryland, New England, Pennsylvania en West Virginia, en in de zuidelijke delen van Canada.

## Kenmerken

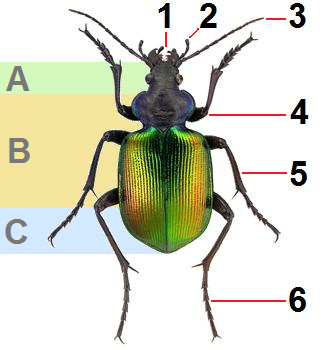
Lichaamsdelen van de kever

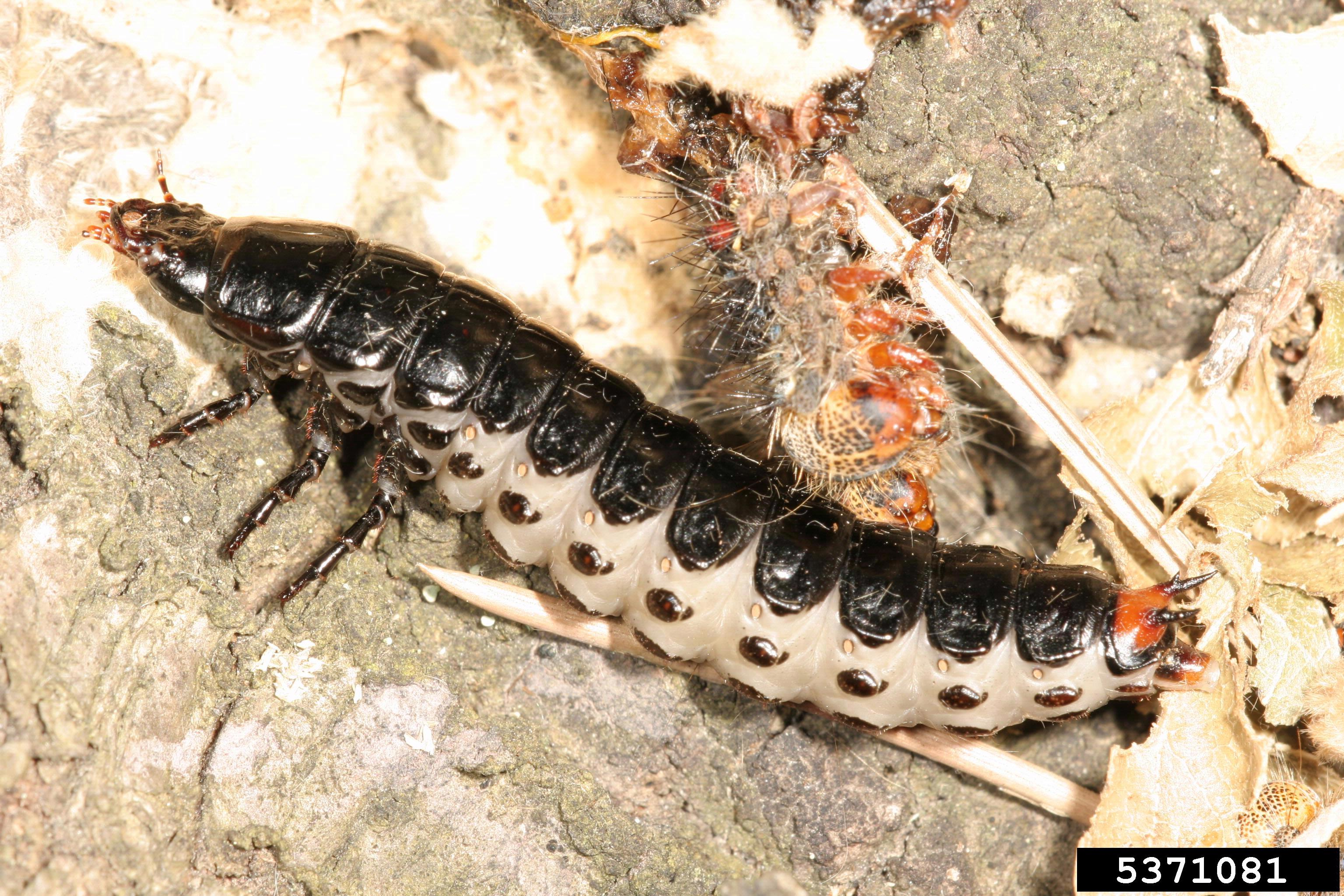
De larve van de grote poppenrover, kopzijde links

De grote poppenrover bereikt een lengte van 17,5 tot 28 millimeter en valt op door het glanzende lichaam en de gegroefde dekschilden. Het lichaam bestaat uit een kop of caput (A), een borststuk of thorax (B) en een achterlijf of abdomen (C). Het borststuk is aan de voorzijde begrensd door een insnoering tussen het eerste potenpaar onder het halsschild of pronotum. Het achterste deel wordt aan het oog onttrokken; de achterste twee potenparen zijn onder de dekschilden gelegen. Aan de onderzijde van het achterlijf zijn zes buikplaten of sternieten aanwezig die de buikzijde beschermen.
De kop valt op door de zijwaarts uitpuilende, kraalachtige ogen die lichter van kleur zijn dan de kop zelf. De monddelen zijn relatief groot en duidelijk zichtbaar, de kaken (1) zijn groot en ook de kaaktasters (2) zijn goed te zien. De antennen (3) zijn zwart en dun maar duidelijk gesegmenteerd. De antennes hebben altijd 11 segmenten en geen verdikkingen, ze zijn tussen de ogen en de kaakdelen gelegen.
De grote poppenrover heeft een in vergelijking met andere loopkevers vrij breed lichaam. De kever heeft een gewelfd en aan weerszijden overhangend halsschild, en de dekschilden die het achterste deel van het lichaam bedekken hebben een patroon van diepe lengtegroeven. Het halsschild is blauwachtig van kleur, de dekschilden hebben een groene kleur. Zowel het halsschild als de dekschilden hebben echter een iriserende, metaalachtige glans, zodat de groene dekschilden onder een bepaalde lichtval een oranje tot koperbruine weerschijn hebben.
De drie paar poten zijn zwart en ongeveer gelijk van vorm, de poten zijn lang en sprieterig, wat ze geschikt maakt om snel te rennen. De poten zijn met de heup of coxa aan het lichaam gehecht welke op de afbeelding niet is te zien. Bij de voorpoten (4) is de dij aangegeven, dit is het breedste deel van de poot. Bij het middelste potenpaar (5) is de scheen (tibia) aangegeven, aan het einde hiervan zijn altijd twee kleine stekeltjes of sporen aanwezig. De achterpoot (6) ten slotte geeft het laatste deel van de poot aan; de voet of tarsus. Deze is geleed en bestaat uit vijf delen die de tarsi worden genoemd.. Aan het laatste deel zijn altijd twee klauwtjes aanwezig, dit zijn kleine haakjes waarmee de kever zich vasthoudt aan het substraat.

### Larve
De larve is uit het ei slechts enkele millimeters lang en geheel zwart van kleur. Een grotere larve doet rupsachtig aan en is grotendeels wit van kleur. Het grootste gedeelte van het lichaam wordt echter aan het zicht onttrokken door de rij stevige platen aan de bovenzijde van het lichaam, die zwart van kleur zijn. Elk lichaamssegment heeft een dergelijke brede plaat die tergiet wordt genoemd. Aan de zijkant van het lichaam is onder iedere plaatrand een ademopening of stigma gelegen, en onder elk stigma zijn meerdere kleine, zwarte 'bulten' aanwezig. Wat direct opvalt aan het lichaam is de duidelijke oranje kleur aan het achterste segment, die dient als waarschuwingskleur, dit segment is voorzien van twee kleine, verharde stekeltjes.

### Onderscheid met andere soorten
De grote poppenrover is met weinig andere kevers te verwarren. Er komen wel andere groen-glanzende loopkevers voor met sterk gegroefde dekschilden maar deze blijven aanmerkelijk kleiner, zoals de gouden schallebijter (Carabus auratus). Bovendien hebben ze een kleiner halsschild en een sterker afgeplat lichaam. De Amerikaanse soort Calosoma scrutator wordt groter en kan tot 36 millimeter lang worden. Ook het uiterlijk lijkt sterk op dat van de grote poppenrover, maar omdat Calosoma scrutator alleen in Noord-Amerika voorkomt is er in het veld geen verwarring. De grote poppenrover is van de verwante Calosoma auropunctatum eenvoudig te onderscheiden doordat deze laatste rijen kleine gele vlekjes op de dekschilden heeft. Calosoma auropunctatum is bovendien een bodembewoner die van de rupsen van uiltjes leeft.

Andere soorten
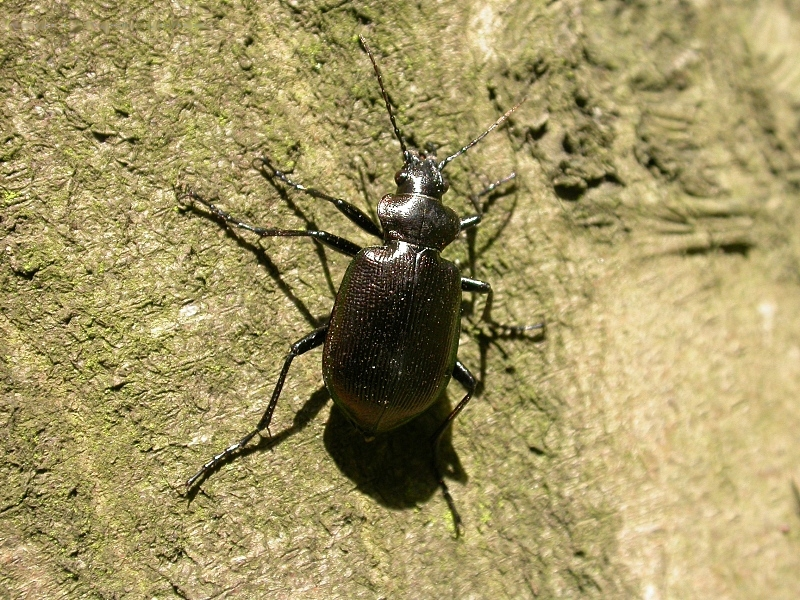
Kleine poppenrover (Calosoma inquisitor)
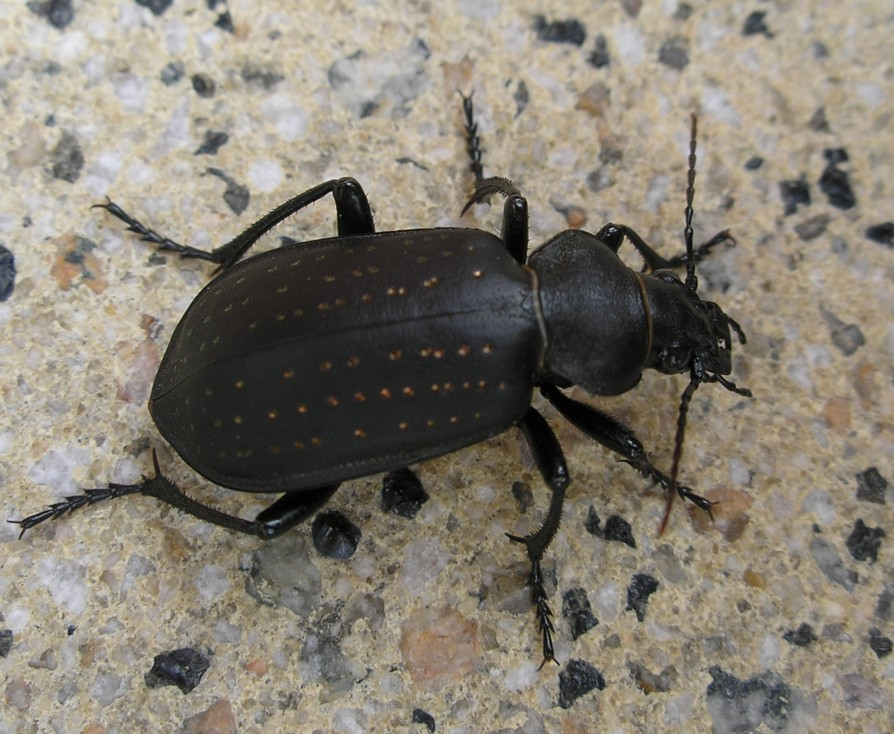
Goudpuntpoppenrover (Calosoma auropunctatum)
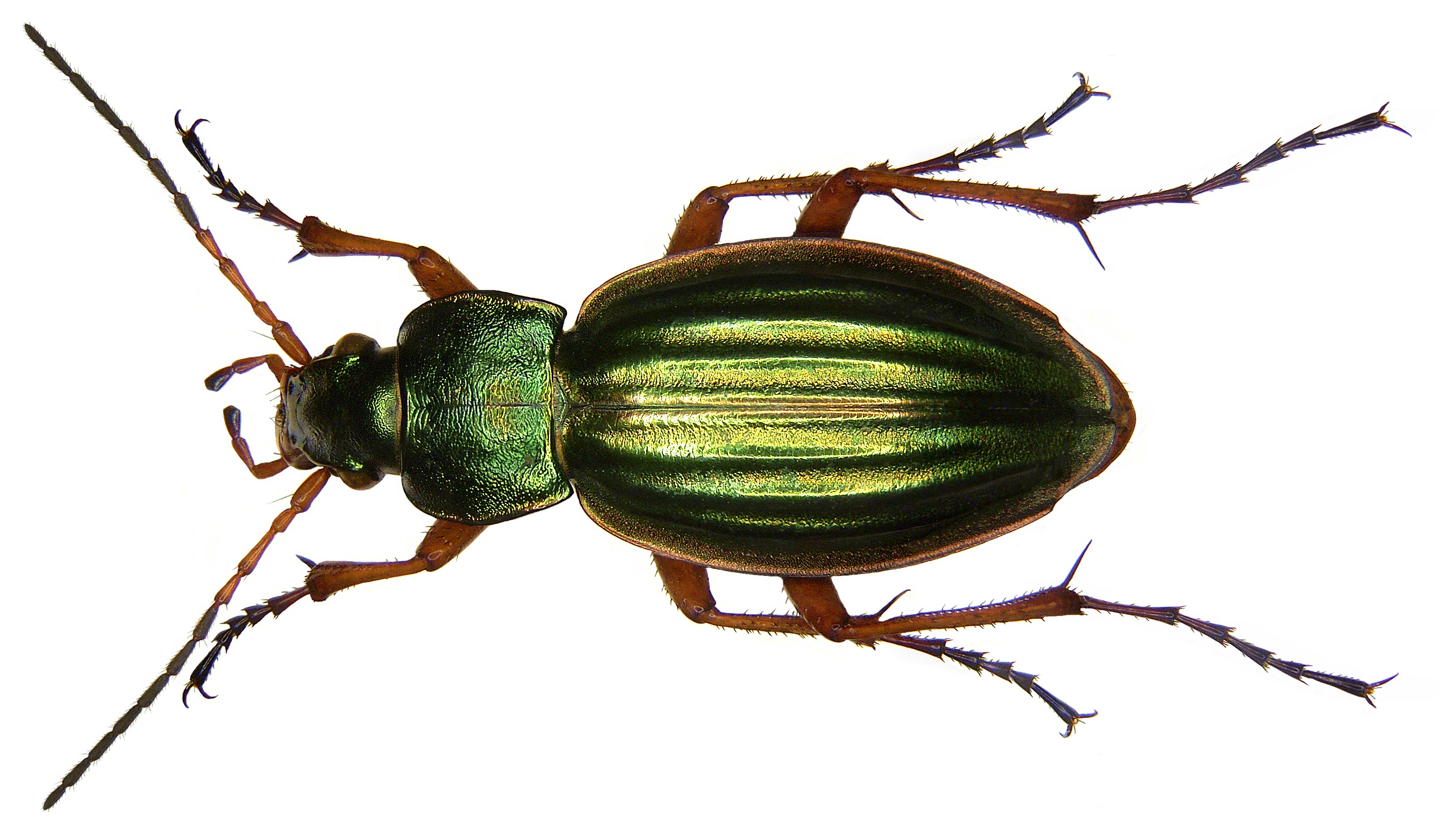
Gouden schallebijter (Carabus auratus)
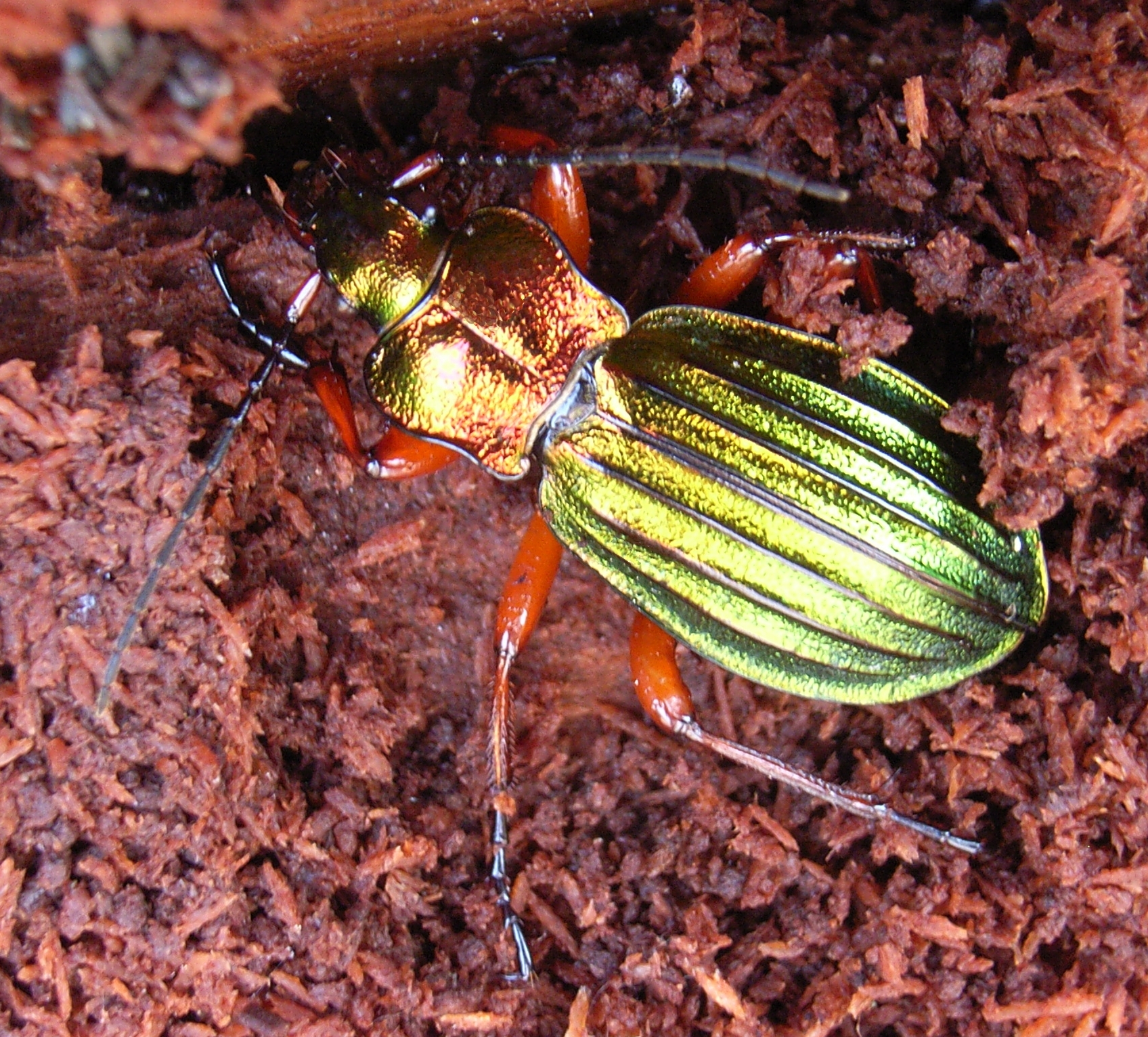
Goudglanzende schallebijter (Carabus auronitens)

## Levenswijze

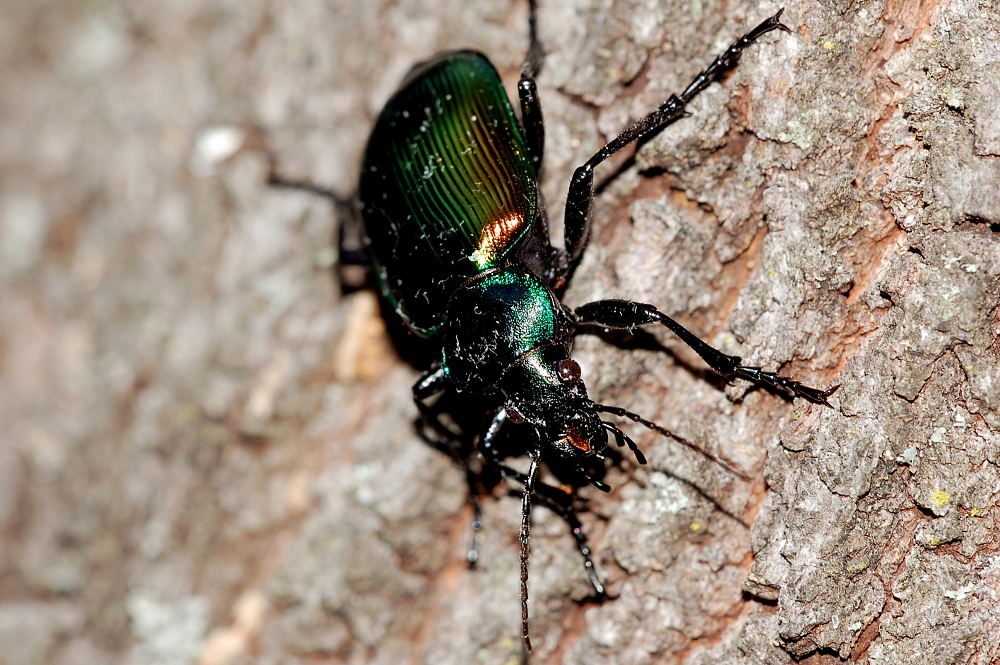
De volwassen kever is in tegenstelling tot veel loopkevers vaak in bomen te vinden.

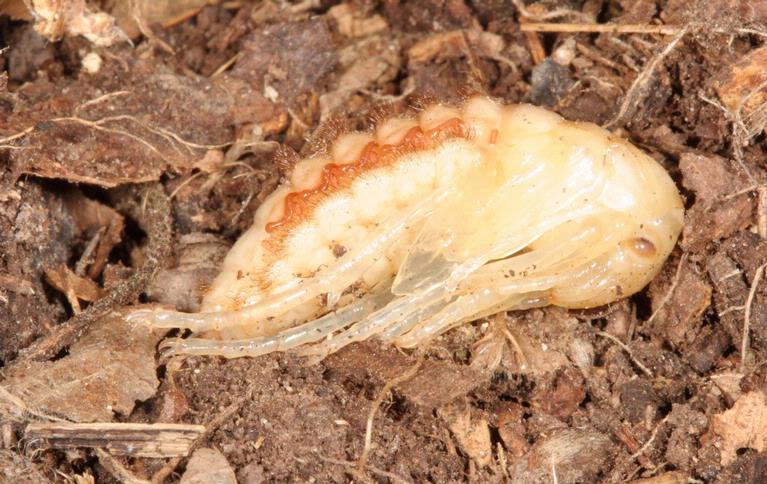
De pop van de kever bevindt zich ondergronds.

De kever leeft op enige hoogte in bomen en struiken om op rupsen te jagen. Voor een loopkever is dat bijzonder omdat de meeste soorten strikte bodembewoners zijn die niet klimmen. De grote poppenrover is een goede vlieger die zich gemakkelijk kan verplaatsen.
De grote poppenrover is een warmteminnende soort en is een bewoner van bossen. De kever is daar te vinden in de kroonlaag van bomen en in hogere struiken waar naar prooien gezocht wordt. Ook de larven klimmen vaak, in tegenstelling tot de meeste keverlarven die in de strooisellaag naar voedsel zoeken. De kever laat zich slechts gedurende de zomermaanden zien en brengt de rest van het jaar door onder stenen, houtblokken, in een holletje onder de grond, tussen boomwortels en tussen bladeren. Bij een gebrek aan voedsel of bij ongunstige weersomstandigheden wordt de kever ook wel binnenshuis aangetroffen.

### Voortplanting
De grote poppenrover behoort tot de holometabole insecten en heeft een volledige gedaanteverwisseling. De larve lijkt niet op het volwassen insect maar is langwerpig en wormachtig. De larve vervelt meerdere malen tot uiteindelijk de verpopping plaatsvindt. Uit de pop kruipt ten slotte de volwassen kever.
De grote poppenrover komt rond juni tevoorschijn uit de winterslaap waarna de paring plaatsvindt. De eitjes worden afgezet in de bodem en de embryonale ontwikkeling is na ongeveer een week voltooid, waarna de larven tevoorschijn komen. Als de larven uitkomen zijn ze enkele millimeters lang. Ze groeien echter al snel uit en klimmen dan in bomen om naar prooien te zoeken. Zie voor een beschrijving van de larve onder kenmerken. Het larvale stadium duurt ongeveer twee tot drie weken. Als de larve is volgroeid graaft deze een holletje in de bodem en vindt de verpopping plaats. Ongeveer vier weken later verschijnt de volwassen kever.
Anders dan bij veel andere insecten leven de volwassen loopkevers veel langer dan hun larven. De gehele ontwikkeling van ei tot larve duurt bij de grote poppenrover inclusief popstadium onder gunstige omstandigheden nog geen twee maanden. De volwassen kever kan echter twee tot vier jaar oud worden.

### Voedsel

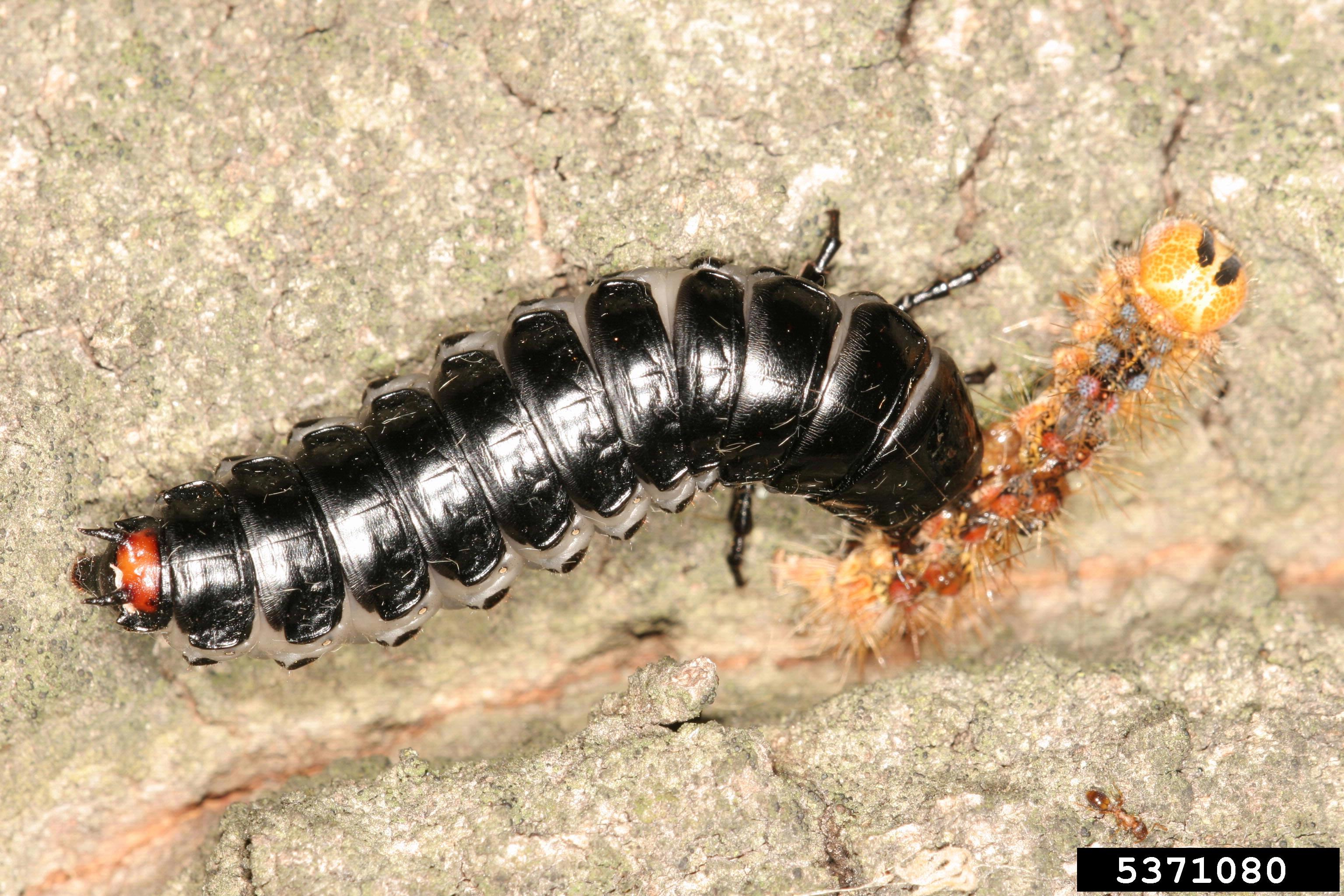
Een larve met een buitgemaakte rups van de plakker

De grote poppenrover is net als andere loopkevers een carnivoor die leeft van andere insecten en dan voornamelijk de larven. Op het menu staan vooral rupsen.
Tot de rupsen die op het menu staan, behoren enkele soorten die voor andere dieren oneetbaar zijn, zoals de plakker (Lymantria dispar), de bastaardsatijnvlinder (Euproctis chrysorrhoea) en de larven van de processievlinders zoals de eikenprocessierupsen (Thaumetopoea processionea) en de dennenprocessierups (Thaumetopoea pityocampa). Dergelijke rupsen bezitten brandharen, wat ze oneetbaar maakt voor vrijwel alle dieren met slijmvliezen, zoals vogels, amfibieën en zoogdieren. Ook rupsen van andere vlinders worden wel gegeten, zoals de rupsen van spanners, spinners en uiltjes.
De grote poppenrover en de larve hebben geen last van de eventuele brandharen en knippen de huid van de rups open waarna ze beginnen met eten. De larve jaagt zowel op de rupsen als de poppen van de vlinder, de volwassen kever valt voornamelijk rupsen aan. Zowel de larve als de volwassen kever bezitten een paar grote, krachtige kaken waarmee de rups tot een papje wordt vermalen dat vervolgens wordt opgezogen.
Vooral de larven van de kever zijn zeer vraatzuchtig. De door de larve leeggevreten poppen zijn te herkennen aan de grote, gerafelde gaten die de larve achterlaat als vraatspoor. Ook de vrouwtjes moeten grote hoeveelheden voedsel binnenkrijgen voor de ontwikkeling van de eitjes.

## Inzet in de biologische bestrijding
Omdat de kever verschillende rupsen op het menu heeft staan die door andere dieren gemeden worden, is de grote poppenrover een welkome soort in gebieden waar bepaalde vlinders zich explosief vermenigvuldigen.
De kever wordt ingezet als een biologisch bestrijdingsmiddel door exemplaren te introduceren in gebieden waar ze oorspronkelijk niet voorkomen. Ook wordt de kever wel uitgezet in gebieden waar de soort al wel voorkomt maar de aantallen te klein zijn om een rupsenplaag het hoofd te bieden.
De grote poppenrover werd in 1900 in de Verenigde Staten geïntroduceerd na een uitbraak van de plakker (Lymantria dispar). Na de uitzetting namen de aantallen van de vlinder af. De grote poppenrover wordt uitgezet in gebieden waar de populatie te klein is om een uitbraak van de vlinder in te tomen. Ook in Canada is de poppenrover uitgezet maar de soort heeft zich hier niet weten te vestigen.
In Vlaanderen wordt vanaf 2022 de herintroductie (vanuit Turkije) onderzocht als bestrijding van de eikenprocessierups. Het Provinciaal Natuurcentrum in Belgisch-Limburg kweekte er voor het eerst de grote poppenrover in West-Europa.